# Homîne (Velîka Cerneciciîna), Sumî
Homîne (în ucraineană Хомине) este un sat în comuna Velîka Cerneciciîna din raionul Sumî, regiunea Sumî, Ucraina.

## Demografie
Componența lingvistică a localității Homîne
     Ucraineană (84,21%)
     Rusă (15,79%)
Conform recensământului din 2001, majoritatea populației localității Homîne era vorbitoare de ucraineană (84,21%), existând în minoritate și vorbitori de rusă (15,79%).